# Antoon Andrássy
Baron Antoon Andrássy van Csíkszentkirály en Krasznahorka (Rumanová, 28 oktober 1742 - Rožňava, 12 november 1799 was een rooms-katholieke priester, jezuïet, en 2e bisschop van het bisdom Rožňava.

## Biografie
Antoon Andrássy was een telg van de aristocratische familie Andrássy. Zijn vader was baron Georgius Andrássy (György Andrássy) (°circa 1705) en zijn moeder was gravin Mária Anna Berenyi (°3 juni 1704).
Antoon volgde middelbaar onderwijs in Nitra en zette zijn studie verder in Košice, waar hij een jaar filosofie studeerde. Anno 1760 trad hij in bij de Sociëteit van Jezus in Wenen, waar hij een eenjarig noviciaat voltooide.
In 1763 studeerde hij pedagogie in Ráb, wiskunde, alsook de Griekse - en Hebreeuwse Bijbel. Benevens Hongaars -zijn moedertaal- sprak hij bovendien Latijn en Duits. Hij gaf les in middelbare scholen in Ráb (1769) en Boeda (1770).
In Wenen studeerde hij theologie en werd op 19 augustus 1772 priester gewijd. Het jaar nadien (1773) werd in opdracht van paus Clemens XIV de Sociëteit van Jezus ontbonden en was Antoon genoodzaakt het klooster in Wenen te verlaten.
Dientengevolge zocht hij zijn toevlucht in het familiekasteel Krásna Hôrka.
Anno 1776, na de oprichting van het bisdom in Rožňava, werd hij kanunnik van het plaatselijke kapittel, en weinige jaren later, vanaf 18 september 1780, werd hij daar de tweede bisschop. In het benoemingsbesluit vermelde koningin Maria Theresia ook de taken die hij in zijn functie diende te vervullen. Men moest immers nog diocesane gebouwen optrekken, scholen bouwen en parochies stichten.
In de periode van het Jozefinisme (1794) verdedigde Andrássy krachtig de rechten van de kerk en bekritiseerde hij het klerikaal beleid van keizer Jozef II. Daarvoor werd hij vervolgd en werden de eigendommen van het bisdom bij koninklijk besluit in beslag genomen. Tot aan zijn dood in november 1799 leidde hij zijn bisdom en de gelovigen vanuit het kapucijnenklooster in Rožňava.
In zijn testament schonk hij zijn privébibliotheek (658 delen) aan zijn bisdom, waarmee hij de basis legde voor de bisschoppelijke bibliotheek.

## Illustraties

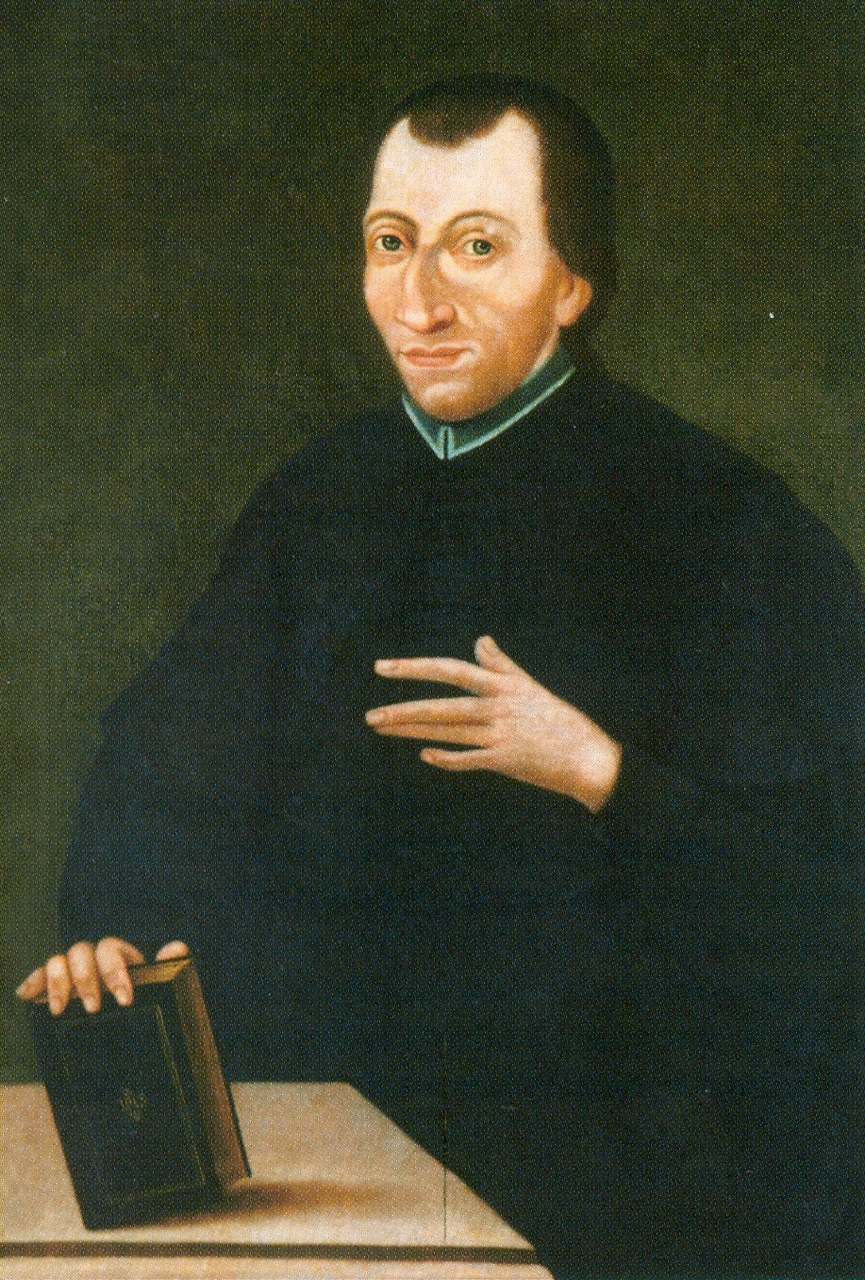
Portret van Antoon Andrássy, geschilderd door Andreas Pacher, in het kasteel van Betliar (museum).
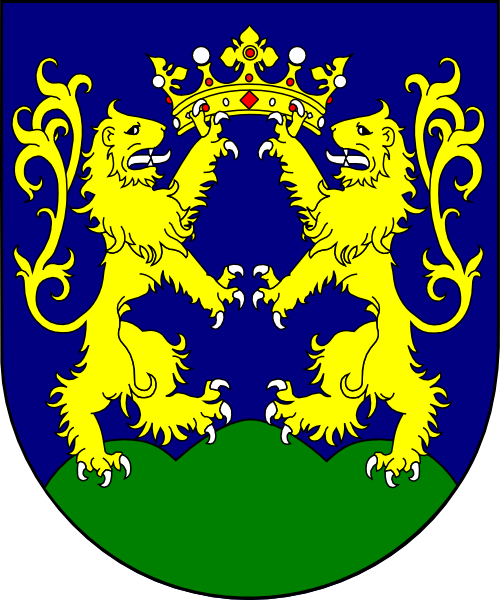
Adellijk blazoen van Antoon Andrássy.